# Félix Vanderstraeten
Félix Vanderstraeten (Brussel, 18 juli 1823 - aldaar, 29 juni 1884) was een Belgisch brouwer, rechter en politicus voor de Liberale Partij.

## Levensloop
Vanderstraeten was de zoon van bierbrouwer Petrus Vanderstraeten en Anna De Rauw. Hij studeerde rechten aan de Université libre de Bruxelles (ULB). Beroepshalve was hij brouwer en rechter aan de handelsrechtbank te Brussel.
Hij werd verkozen tot gemeenteraadslid bij de gemeenteraadsverkiezingen van 1 juli 1872. Op 26 augustus 1873 volgde hij de overleden Jean Couteau op als schepen. Op 18 juli 1879 werd hij vervolgens aangesteld tot burgemeester in opvolging van de eveneens overleden Jules Anspach, een functie die hij uitoefende tot 14 februari 1881 toen hij ontslag nam omwille van gezondheidsredenen. Hij werd opgevolgd in deze hoedanigheid door Karel Buls, in de gemeenteraad werd hij vervangen door Ferdinand De Cannaert d'Hamale.
Vanderstraeten kwam in opspraak nadat de Parijse krant La Lanterne en de Belgische katholieke kranten Journal de Bruxelles en Le Courrier de Bruxelles in december 1880 berichtte dat de ouderlijke brouwerij was verkocht aan een bordeeluitbater. Vervolgens verwerd het tot een schandaal nadat de krant Le National, na de arrestatie van Engelse minderjarigen te Brussel in januari 1881, een samenzwering tussen politie en mensenhandelaars insinueerde en de katholieke pers vervolgens beide zaken met elkaar in verband bracht.